# Seznam glasbenih skupin
Seznam glasbenih skupin je krovni seznam glasbenih skupin glede na področje delovanja. Nekatere glasbene skupine se lahko nahajajo v več seznamih. V obsegu posameznih seznamov so vključene predvsem tuje glasbene skupine. Za skupine, ki delujejo predvsem v Sloveniji, glej seznam slovenskih glasbenih skupin.

## N
- seznam narodno zabavnih skupin

## M
- seznam metal skupin

## P
- seznam pop skupin
- seznam punk rock skupin

## R
- seznam rock'n'roll skupin
- seznam rap skupin
- seznam rock skupin

## V
- seznam vokalnih skupin